# Borghūn
Borghūn (persiska: بَرغون, برغون) är en ort i Iran.   Den ligger i provinsen Kohgiluyeh och Buyer Ahmad, i den centrala delen av landet, 600 km söder om huvudstaden Teheran. Borghūn ligger 813 meter över havet och antalet invånare är 417.
Terrängen runt Borghūn är huvudsakligen kuperad. Borghūn ligger nere i en dal. Runt Borghūn är det ganska glesbefolkat, med 24 invånare per kvadratkilometer. Närmaste större samhälle är Bāsht, 1,9 km nordost om Borghūn. Omgivningarna runt Borghūn är i huvudsak ett öppet busklandskap.